# Cryptopezia
Cryptopezia is een monotypisch geslacht van schimmels uit de orde Helotiales. Het bevat alleen Cryptopezia mirabilis.